# نيك كرايغ
نيك كرايغ (بالإنجليزية: Nick Craig)‏ هو دراج بريطاني، ولد في 3 أبريل 1969.

## وصلات خارجية
- نيك كرايغ على موقع أوليمبيديا (الإنجليزية)